# Josep de Ribera
Josep de Ribera (Xàtiva, 12 de gener de 1591 - Nàpols, 2 de setembre de 1652), dit lo Spagnoletto («el petit espanyol») a causa de la seua petita talla i per la seua signatura: «Jusepe de Ribera, espanyol», va ser un pintor i gravador valencià del barroc, conegut també com a Jusepe de Ribera o, més rarament, Giuseppe de Ribera. És un dels representants del tenebrisme.
Va realitzar la part essencial de la seua obra a la ciutat de Nàpols, que aleshores era sota la corona borbònica espanyola.

## Biografia

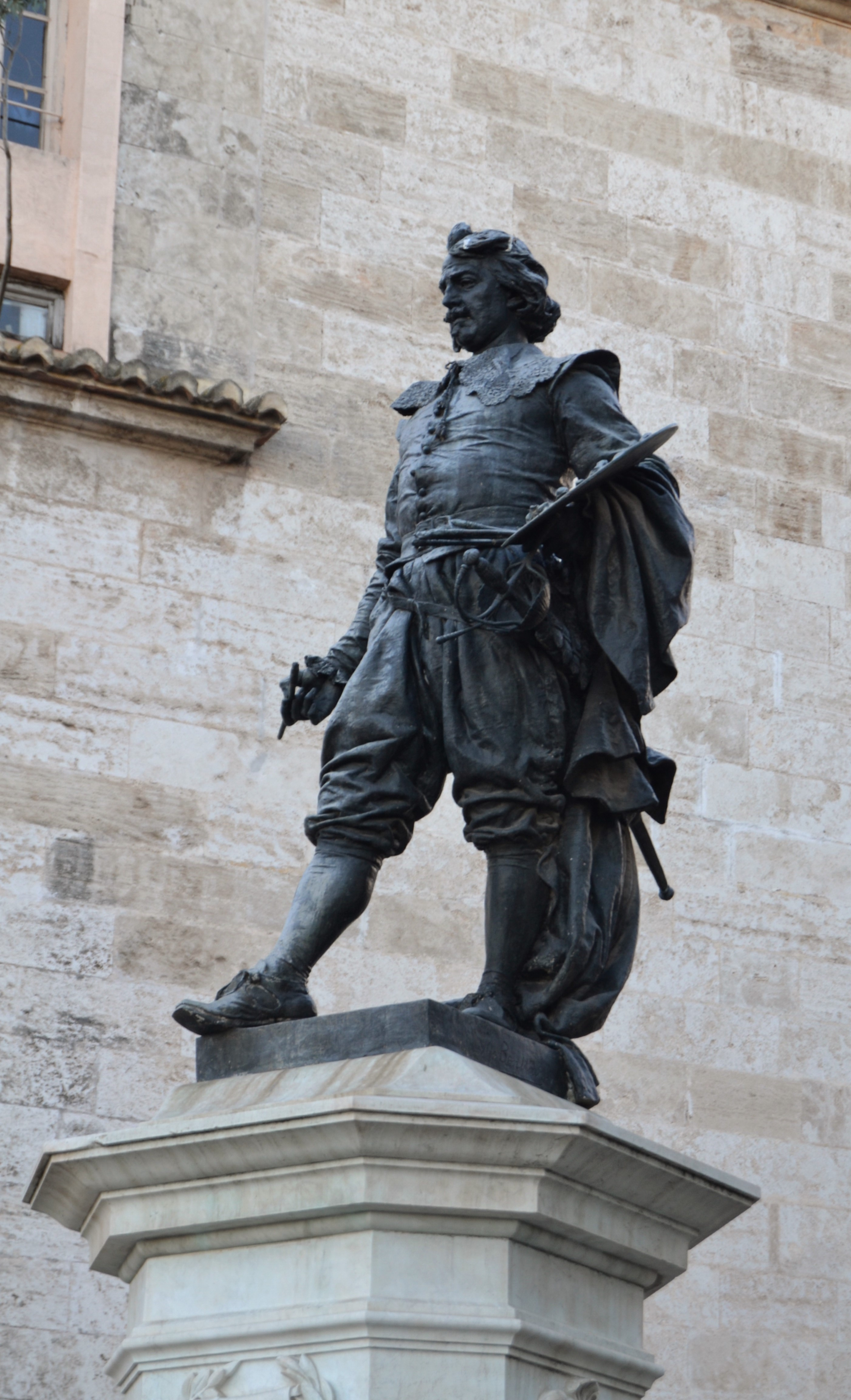
Estàtua de Josep de Ribera a la ciutat de València

El 17 de febrer de 1591 és batejat a l'Església de Santa Tecla de la ciutat de Xàtiva amb el nom de Joan Josep. És fill de Simó Ribera i Margarida Cucó.
No se sap res de la seua infantesa i primera joventut, ni de la seua educació artística, tot i que hom creu que va ser deixeble de Francesc Ribalta o va ser seguidor del mestre en els anys de la seua formació, tot i això, sense proves concloents. Tanmateix, en un estudi més atent a l'evolució de Ribalta, es pot comprovar que les seues obres estan impregnades de la tradició escorialenca mentre que les primeres obres conegudes de Ribera transmeten un aspre naturalisme.
L'any 1616 va visitar la cort dels Farnesio a Parma, per cobrar el llenç de "Sant Martí partint la seua capa amb el pobre" i es va interessar per l'obra de Correggio. L'any 1613 es troba a Roma on va ingressar en l'Acadèmia de Sant Lluc. A Roma romandrà fins al 1616, ja que només es va anotar la seua presència en els registres parroquials de Santa Maria de Pópolo des d'abril de 1615 fins a març de 1616. El pintor residia en la Via Margutta, carrer on s'ubicaven els artistes, en companyia d'altres pintors desconeguts i en la "casa del flamenc", la qual cosa pot explicar el seu contacte amb la important colònia d'artistes flamencs i holandesos residents a Roma.
Al maig de 1616, el trobem lliurant a l'Acadèmia de Sant Lluc "l'almoina promesa diverses vegades" i al juliol d'aquest mateix any rebrà a Nàpols un pagament pel seu llenç de Sant Marc. És protegit pels Farnesio la qual cosa desperta les enveges dels artistes locals. El seu prestigi es va estenent malgrat que mena una vida una mica llicenciosa, gasta més del que guanya i contrau deutes que l'obliguen a partir cap a Nàpols.
En aquesta ciutat és on desenvolupa tota la seua carrera pictòrica i, a més, al novembre hi contraurà matrimoni amb Catalina Azzolino, filla d'un acabalat marxant i pintor, amb la qual té almenys cinc fills. També hi gaudeix de la protecció dels virreis. Existeix una anècdota al voltant de la relació amb els virreis: se suposa que amb l'arribada del nou virrei va haver-hi una concentració multitudinària en la plaça del Palau que, però, no per a rebre el virrei sinó perquè Ribera exposava el seu quadre de Sant Bartomeu. També gaudeix de la protecció de diverses congregacions religioses, que l'adopten com a pintor de cambra. Aquest fet acredita la seua vinculació als estaments oficials i la creixent estimació que se li té. Per tot això el pintor s'assenta en la ciutat, on rep encàrrecs i treballa activament.
Aquesta intensa activitat va ser aconseguida no tan sols per la seva qualitat, sinó per les accions d'extorsió i sabotatge que els coneguts com "el clan de Nàpols", format per Bellisario Corenzio, Giambattista Caracciolo i el mateix Ribera feien als artistes que no eren de l'escola de Caravaggio. El primer era grec i originalment un alumne d'Arpino; el segon, un napolità i devot de l'escola de Caravaggio. Entre les víctimes de les seves intrigues es trobaven Annibale Carracci, Giuseppe Cesari, Guido Reni i Domenichino.
La mort, el 3 de setembre de 1652, el va sorprendre al barri de Mergelina, en un extrem del golf, al qual s'havia traslladat buscant, potser, descans, lluny del rebombori de la ciutat, ensanguinada per la repressió. Està soterrat a l'església de Santa Maria del Parto a Mergellina.

## Estil

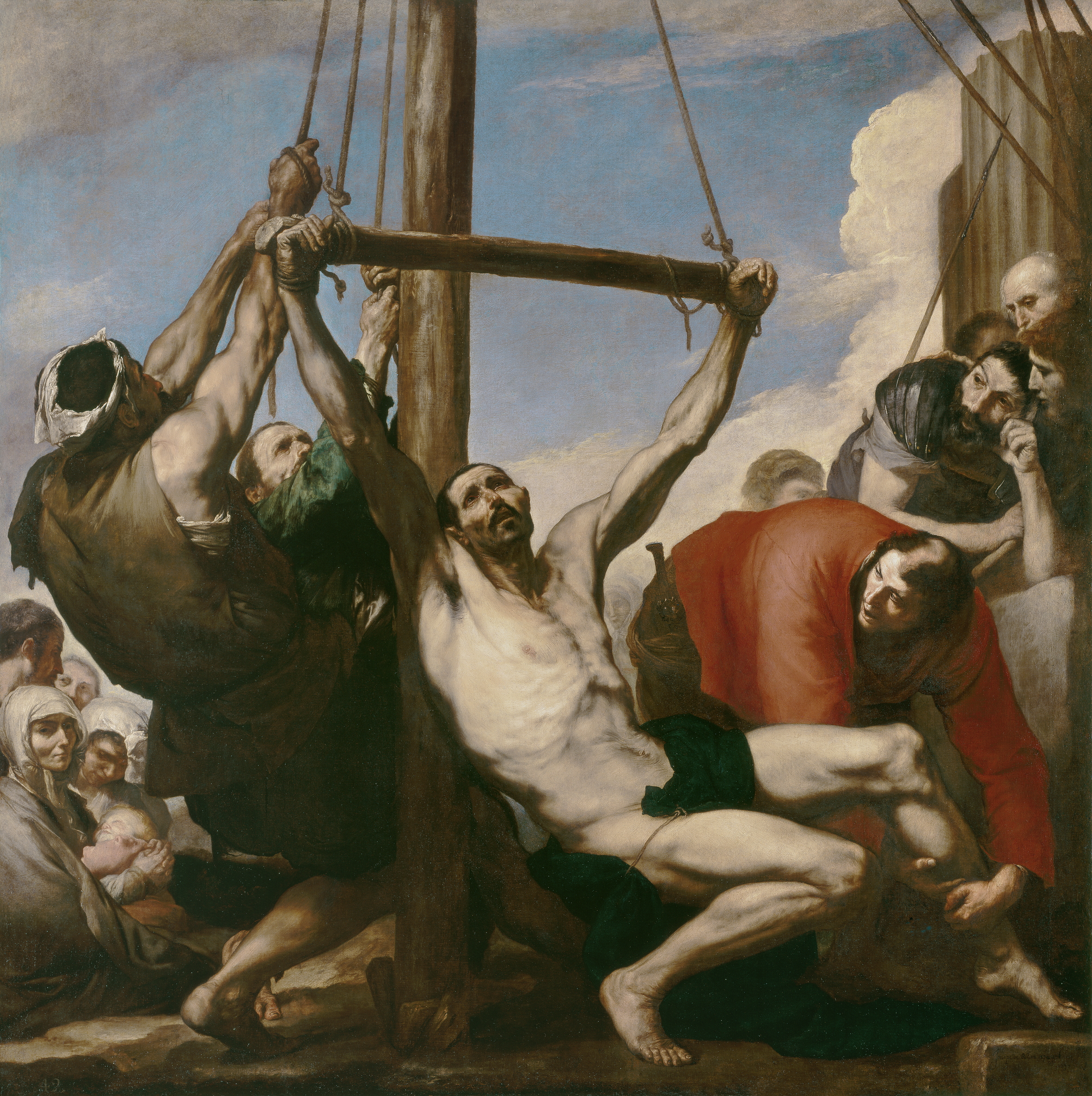
Martiri de Sant Felip, 1639, oli sobre llenç, 234*234 cm, Museu del Prado, Madrid

Ribera és una de les figures cabdals de la pintura europea del segle xvii i una de les més influents, ja que les seues formes i models s'estenen per tot Itàlia, centre d'Europa i a l'Holanda de Rembrandt, així com per Espanya.
Però l'especial circumstància de ser un estranger a Itàlia ha fet que siga vist com una persona aliena a la seua tradició i als seus gustos. Tanmateix, tot i ser valencià per naixença, Ribera ha de ser considerat com un pintor italià, i pot inserir-se perfectament la seua obra en els corrents italians del seu temps.
A la seua arribada a Itàlia està en tot el seu apogeu la novetat caravaggesca, en tensió amb la renovació romano-bolonyesa que revivia el classicisme. Ribera va adoptar el tenebrisme dels flamencs i holandesos presents a Roma, però no va deixar de veure i assimilar les aportacions del món classicista. Va completar la seua formació enriquint-se amb altres fets de cultura italiana que aviat li són familiars. Abans que res, l'estudi de la gran pintura del renaixement. En l'educació de Ribera hi ha un altre element que el distancia dels artistes espanyols, és l'estudi de l'antiguitat clàssica (fonamentada pel barroc europeu). Al llarg de les seues obres, s'hi pot veure que Ribera no serà un pintor amb un únic registre, superant el tenebrisme inicial, tornarà als intensos contrasts de llum i d'ombra quan l'assumpte ho exigisca o quan la iconografia ho reclame.
Va posseir la capacitat de crear imatges palpitants de passió veritable al servei d'una exaltació religiosa, que no és només espanyola, sinó de tota la Contrareforma catòlica i mediterrània; la seua mestria colorista, que recull tota l'opulència sensual de Venècia i de Flandes, alhora que és capaç d'acordar les més refinades gammes impregnades del més contingut lirisme; i la seua inesgotable capacitat d'"inventor" de tipus humanístics que presten la seua severa realitat a sants i filòsofs antics amb idèntica gravetat, fan d'ell un dels cims del seu segle.
En els últims trenta anys s'han realitzat molts estudis sobre la seua figura, dels quals han sorgit exposicions celebrades l'any 1992 a Nàpols, Madrid i Nova York.

## La seua obra

### Dècada del 1620
A aquest període corresponen la majoria dels seus gravats, tècnica que va conrear amb mestria. En les seues primeres obres mostra el seu gust pels models de la vida quotidiana, de ruda presència, amb pinzellades atapeïdes i delimitadores semblants als models caravagistes nòrdics, els quals van exercir gran influència en les seues obres en haver-ne mantingut contactes. Va deixar algunes estampes de bellesa i qualitat excepcionals. Hi ha abundants obres datades a partir de 1626 que donen testimoni de la seua mestria.
Entre els anys 1626 i 1632 va realitzar les seues obres més rotundes que mostren la seua fase més tenebrista. Són aquelles composicions severes de grans diagonals lluminoses que omplin la superfície, subratllant sempre la solemne monumentalitat del conjunt amb elements de poderosa horitzontalitat, com grosses làpides de pedra o enormes troncs.
L'any 1629 el Duc d'Alcalá és el nou virrei, i esdevindrà el seu nou mecenes, encarregant-li obres com la Dona Barbuda (1631) o una sèrie de filòsofs, en què deixa testimoni del seu naturalisme més radical: models d'una vulgaritat quasi feridora, traduïts amb una al·lucinant veritat intensíssima.

### Dècada del 1630
El mandat del Comte de Monterrey (1631-1637), va suposar per al pintor uns anys de gloriosa activitat, atès que el virrei va patrocinar obres que li van donar ocasió per a una transformació del seu estil, abandonant subtilment el seu tenebrisme radical i donant entrada a un pictoricisme extraordinari. S'obri a un concepte pictòric més lluminista i una major preocupació pel color, amb tons d'argent, daurats i rosats, i transformant les seues pinzellades modeladores amb un toc més lleuger i vibrant. Tal canvi es deu a la seua pròpia reinterpretació de la pintura de Ticià i Paolo Veronese, així com a la influència que rep de la pintura de Giovanni Lanfranco i al seu coneixement de la pintura flamenca, en tenir accés a obres de van Dyck i Rubens presents en diferents col·leccions privades napolitanes. Així, en El somni de Jacob o en La Magdalena datades el 1639 i el 1640 respectivament (Museo del Prado), destaquen els seus típics cels blaus d'aquesta segona etapa i la recerca d'un concepte de perspectiva aèria plena de lluminositat i formes vibrants.

### Dècada del 1640
La dècada del 1640, amb les interrupcions degudes a la seua malaltia (tot i que no no va trencar l'activitat del taller), va suposar una sèrie d'obres d'un cert classicisme en la composició, sense renunciar a les energies de certs rostres individuals tot i que en la seua obra també s'experimenta novament un canvi estilístic que el fa tornar, en certa manera, a les composicions tenebristes de la seua primer a etapa; les causes van ser les seues desgraciades circumstàncies personals, La crisi econòmica que va succeir a la revolta de Masaniello a Nàpols (1647) va afectar la producció pictòrica de Ribera.
A més, per a sufocar la revolta, van acudir a Nàpols les tropes espanyoles sota el comandament de Joan Josep d'Àustria, fill natural de Felip IV d'Espanya. Una de les filles de Ribera, Margarida, va ser seduïda per Joan Josep. Després de la revolta i aquest afer familiar, un Ribera malalt va reduir considerablement el seu treball. El seu taller va reduir el nombre d'oficials. Dos d'ells van fugirs de Nàpols per temor a les represàlies. Però malgrat tots aquests problemes, Ribera encara va firmar alguna de les seues obres mestres el mateix any de la seua mort i va donar fi a cicles llargament meditats. Són exemples d'este moment La Immaculada Concepció (1650, Museu del Prado) i Sant Jeroni penitent (1652, Museo del Prado).

## Obres destacades
Silé Borratxo (1626)El llenç es troba en el Museu i Galeria Nacional de Capodimonte a Nàpols. Reflecteix Silé estés sobre un llenç rodejat de diverses figures: un ase i un jove sàtir amb una tassa en la mà, un altre sàtir que aboca vi en la copa de Silé, i un tercer. En el terra es troba un bastó, una tortuga i una petxina. Alguns autors creuen que aquest quadre és una interpretació d'una bacanal en el curs d'una festa per a coronar Bacus, això no obstant altres opinen que reflecteix el perfil classicista, en associar-lo a Apol·lo, el déu que en la iconografia renaixentista i barroca s'associa amb Silé.
Sant Andreu (1630)Es troba en el Museu Nacional del Prado a Madrid. Es representa el sant davant d'un fons fosc abraçant la creu del seu martiri i amb un gros ham en la mà, en el qual està subjecte un peix. Aquest detall al·ludeix a l'ofici de pescador. Apareix amb el tors al descobert i es veu la figura il·luminada des de l'esquerra. En representar esta figura aïllada amb senzillesa i sentit realista, el pintor crea una imatge de profund impacte emotiu.
La dona barbuda (1631)El llenç es troba en el Palau de Lerma a Toledo. És un dels quadres més insòlits de la pintura europea del segle xvii. Ja que representa una dona amb un aspecte masculí, en el qual aflora el drama psicològic de la dona transformada en home i la resignació del marit.
La Immaculada Concepció (1635)Es troba en l'Església del convent de les Agustinas Recoletas a Salamanca. És una representació tradicional, vesteix la Mare de Déu amb mant blau i túnica blanca i incorpora els àngels al seu voltant. La Immaculada Concepció és considerada com una obra essencial de la fase de més intens pictorisme i luminisme de Ribera i com una obra mestra de la pintura barroca napolitana i espanyola.
La Trinitat (1635-1636)Es troba en el Museu Nacional del Prado, Madrid. Hi combina l'estil tenebrista dels seus anys juvenils, el qual s'aprecia en la violenta il·luminació del cos de Crist, amb un pictoricisme preciosista.
Assumpció de la Magdalena (1636)Es trobava en El Escorial però en l'actualitat està en l'Academia de San Fernando de Madrid. Apareix en un inventari de 1700 com una "Magdalena amb marc daurat de tres vares i quart de llarg". En aquesta obra, Ribera, tot i representar un dels símbols més importants del sagrament de la penitencia en el món de la Contrareforma, va elaborar una imatge que exalta la bellesa i la fascinació femenina de la santa.
Martiri de Sant Felip (1639)S'exposa en el Museu Nacional del Prado a Madrid. S'hi representen els moments anteriors del martiri de sant Felip, l'apòstol que va predicar a la ciutat de Geràpolis i hi va ser crucificat. Ribera destaca el dramatisme, insistint en la violència dels botxins i el patiment del màrtir. L'assumpte d'aquest quadre va ser durant molt de temps interpretat com el martiri de sant Bartomeu. Tot i que diversos elements demostren que es tracta de sant Felip.
El somni de Jacob (1639)Es troba al Museu del Prado a Madrid. Es narra l'episodi del somni de Jacob. L'escala somiada és símbol de la vida contemplativa, segons la interpretació benedictina. Si en el segle xvii són freqüents les versions de l'episodi amb l'escala, en aquesta pintura Ribera va insistir en la humanitat del Pastor. Durant la Guerra Civil espanyola l'obra va ser evacuada per qüestions de seguretat, juntament amb altres obres mestres, per l'equip de Jaques Jaujard. Van ser portades a Ginebra.
El Lesionat, El peu var o El Zambo (1642)Es troba en el Museu de Louvre a París. Representa un jove captaire amb aspecte humil. Ribera mostra la figura del lesionat de manera quasi monumental, amb tons quasi monocroms i una estructura compositiva simple. Molts detalls són realistes, per exemple el peu deforme. Aquest llenç és fidel testimoni d'una crítica a la misèria humana.
Santa Maria Egipciana (1651)Es troba en el Museu Cívic Gaetano Filangeri, a Nàpols. Forma part de la nodrida sèrie de sants i santes que van constituir el tema favorit d'una clientela profundament marcada per l'esperit de la Contrareforma. Ribera va tractar diverses vegades aquest tema, però en l'etapa final de la seua vida, marcat per diverses dificultats existencials, va aconseguir expressar amb més intensitat que mai les emocions dels seus personatges, retratant-los amb gran esperit d'humanitat. El vigorós naturalisme de les seues primeres obres deixa pas a un pictorisme més delicat i la gamma cromàtica es rebaixa a uns tons terrosos. Com en les obres madures, els forts contrastos clarobscuristes són substituïts per un ús més natural de la llum.
Martiri de Sant Bartomeu, al MNAC
Combat de dones

## Galeria

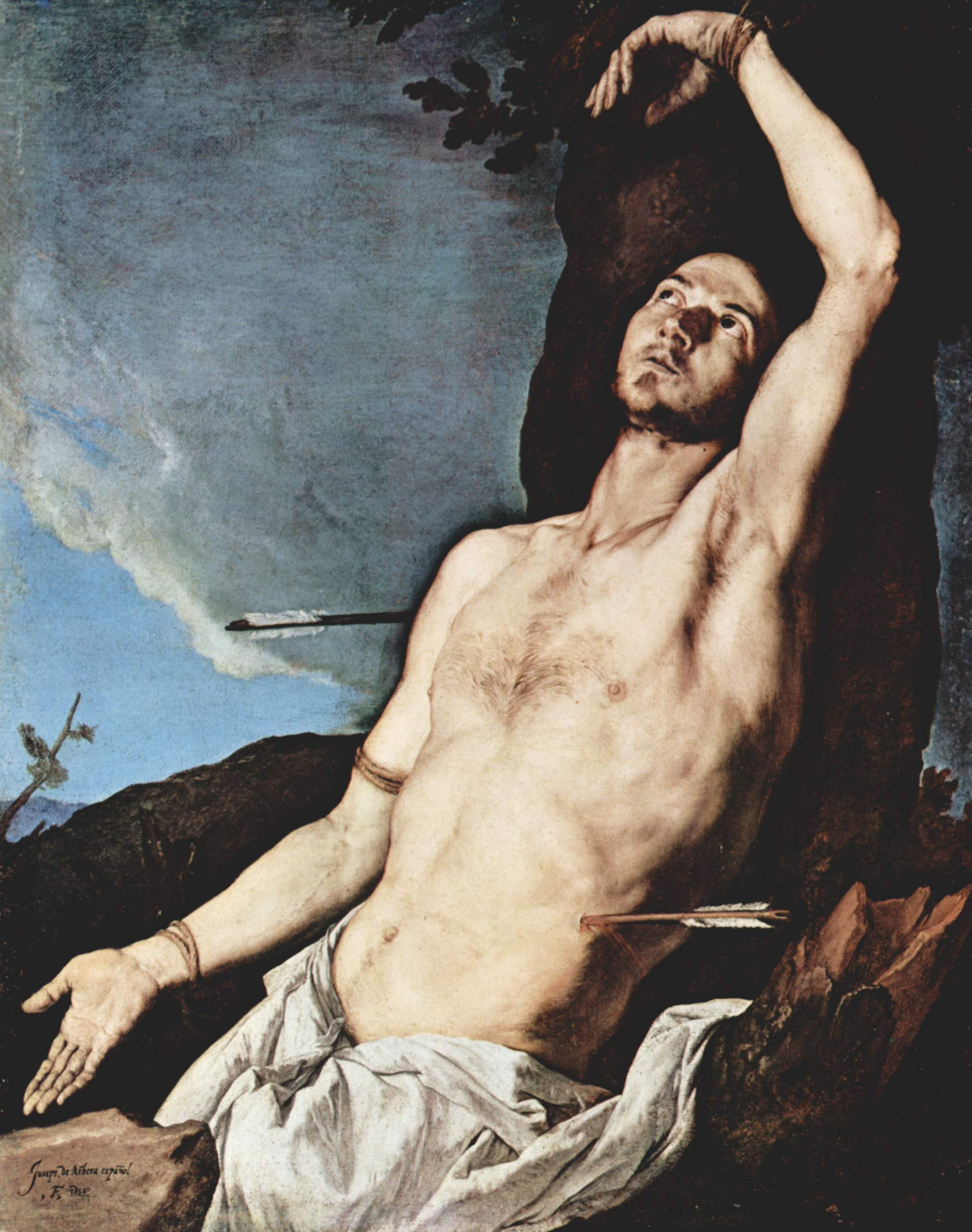
El martiri de Sant Sebastià, 1651, Galleria Nazionale di Capodimonte
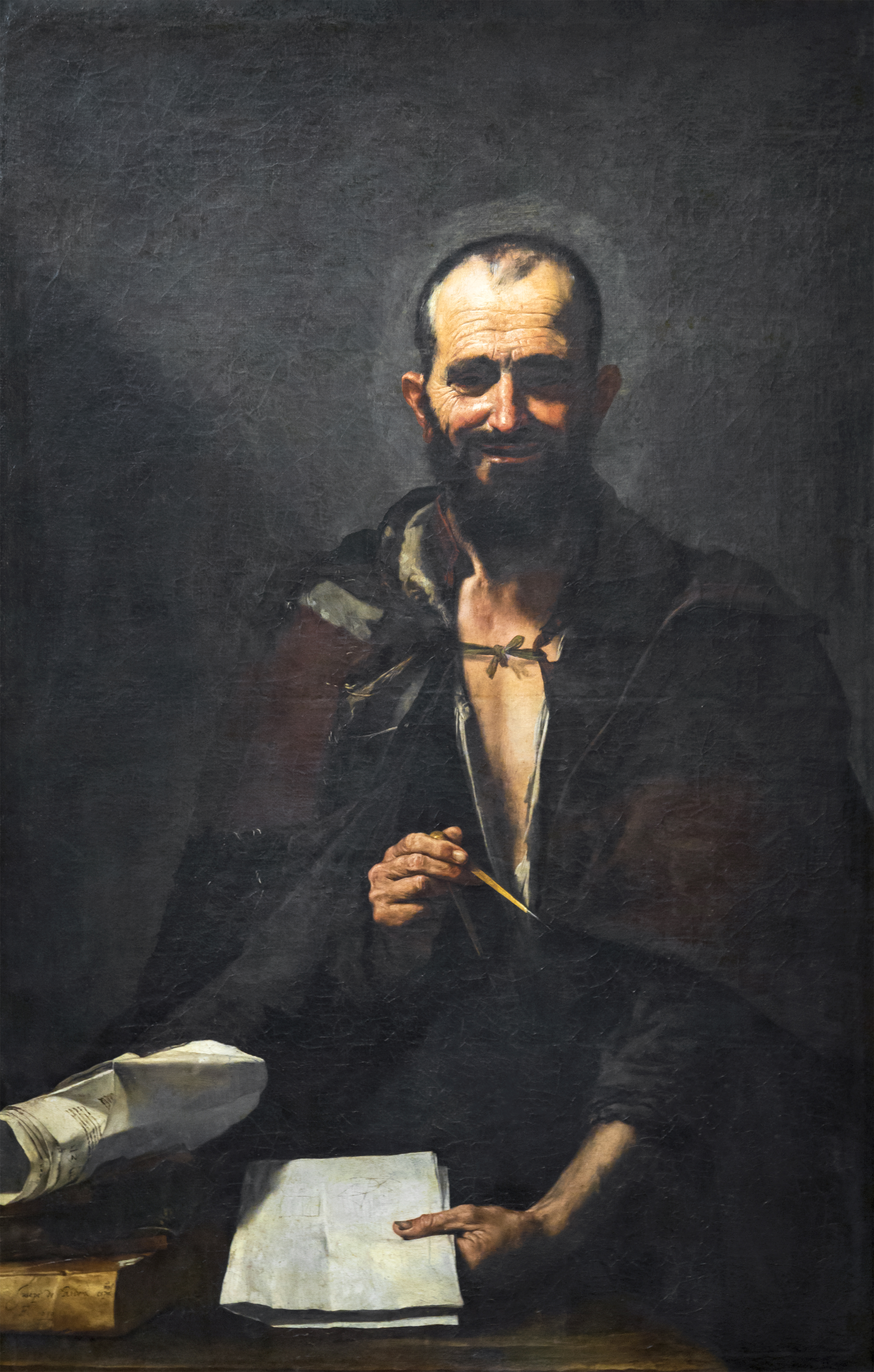
Demòcrit, 1630, Museo del Prado
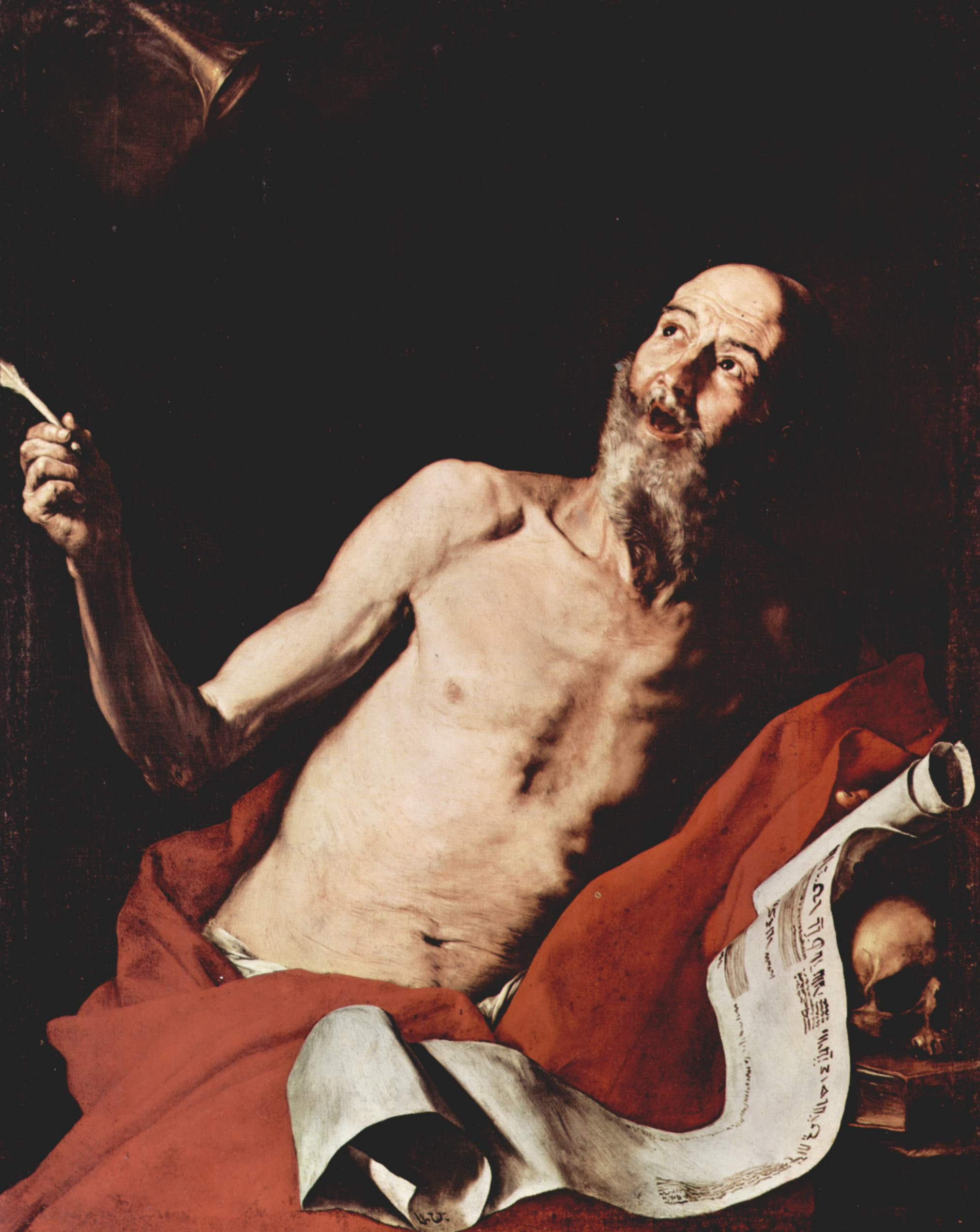
Sant Jeroni, 1629, Galleria Doria Pamphili
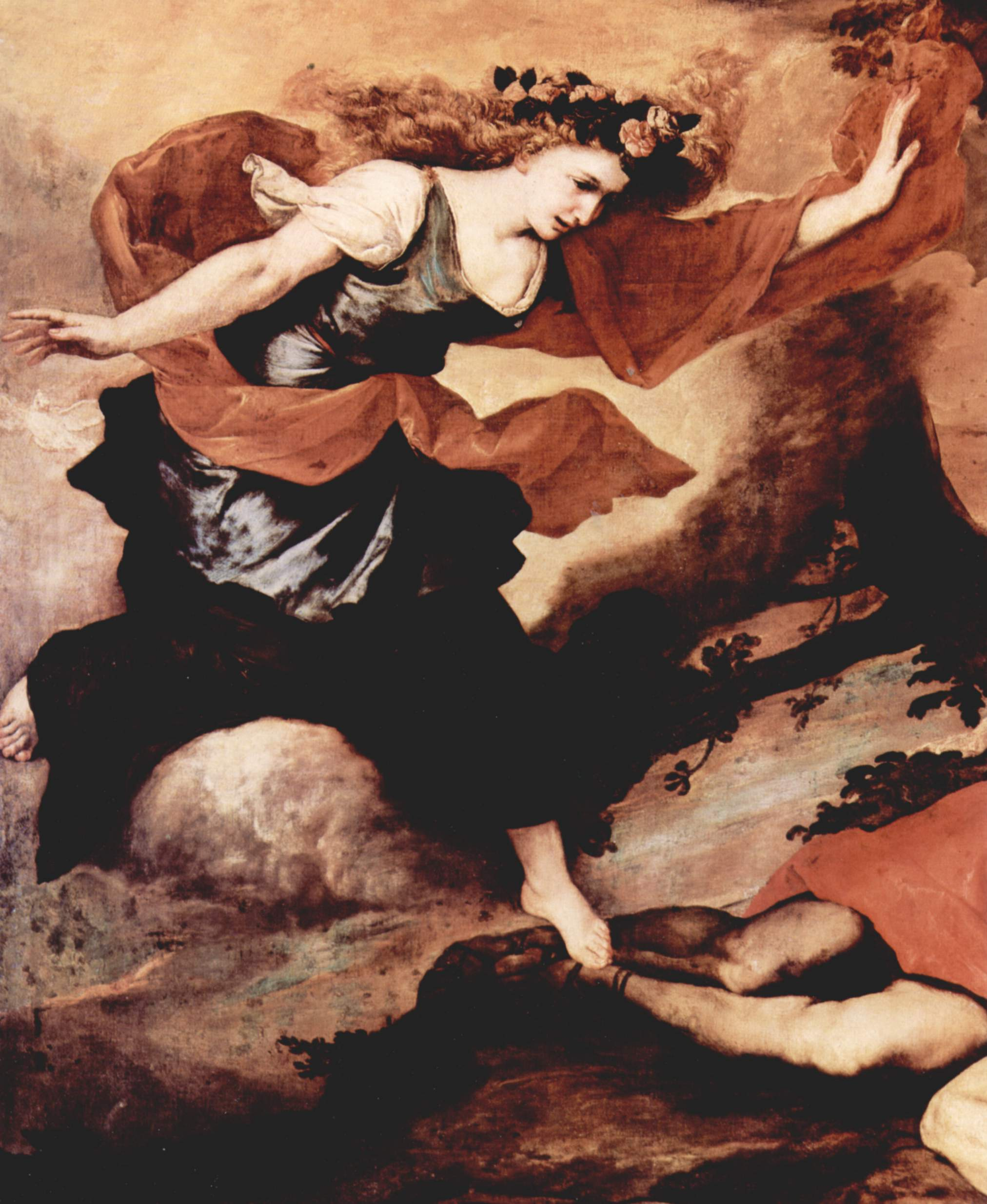
Venus i Adonis, 1637, Galleria Nazionale di Palazzo Corsini
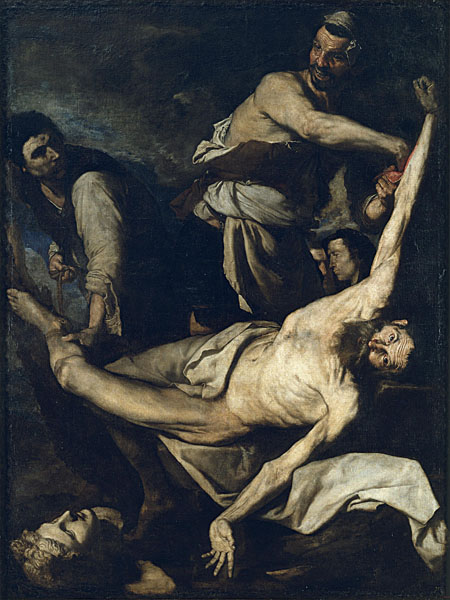
Martiri de Sant Bartomeu, al MNAC